# HMS F2
Pour les articles homonymes, voir F2.
Le HMS F2 est un sous-marin britannique de classe F construit pour la Royal Navy par J. Samuel White à Cowes. Sa quille est posée le 30 novembre 1914 et il a été lancé le 7 juillet 1917. Le HMS F2 a été vendu pour la démolition à Portsmouth en 1922.